# Nevica
Nevica è un singolo della cantautrice italiana Annalisa Minetti e del rapper italiano di origine nigeriana FRE pubblicato il 27 gennaio 2023.

## Descrizione
Il singolo è prodotto da FRE ed è un duetto in cui convivono sia il pop di Annalisa Minetti che il rap di FRE. Il tema del brano è l'amore impossibile.

## Tracce
1. Nevica – 3:13